# Paul Marcinkus
Paul Casimir Marcinkus (Cícero, Illinois, 15 de enero de 1922 - Sun City, Arizona, 20 de febrero de 2006) fue un arzobispo estadounidense conocido por su polémica dirección del Instituto para las Obras de Religión, el IOR, conocido popularmente como el Banco Vaticano.

## Biografía
Su estatura y su complexión fuerte le valió el sobrenombre de el Papón, y le permitió en 1964 trabajar como "guardaespaldas" del papa Pablo VI. Marcinkus se hizo amigo del padre Pasquale Macchi, secretario del papa, por lo que Pablo VI lo nombró obispo y, posteriormente, lo puso al frente del Instituto para las Obras de Religión, sin tener Marcinkus ninguna experiencia financiera.[cita requerida]

## Instituto para las Obras de Religión
Marcinkus fue presidente del Instituto para las Obras de Religión desde 1971 hasta 1989, manteniendo el control del dinero de los fondos católicos, lo que lo convirtió en uno de los hombres más poderosos en la Iglesia. Su misión principal era sanear las maltrechas finanzas de la Iglesia, que tras el Concilio Vaticano II se encontraban en números rojos. A ello se dedicó, aplicando a la tarea unos criterios para las finanzas que los críticos consideraron moralmente discutibles. Su gran habilidad para el manejo financiero le hizo ganarse la admiración y el respeto de muchos representantes del poder económico. Diversificó, por ejemplo, las inversiones internacionales de la Iglesia, colocando dinero en Estados Unidos, Canadá, Suiza, e incluso en la República Federal Alemana.[cita requerida]
Cuando el papa Pablo VI lo acababa de nombrar organizador de sus viajes y secretario de la Comisión Pontificia para el Estado de la Ciudad del Vaticano, el Banco de Italia y la magistratura de Roma empezaron a observar con sospecha sus manejos financieros.
Su reputación fue dañada severamente por las acusaciones de Michele Sindona, que lo vinculaba al colapso en 1982 del Banco Ambrosiano. Fue Sindona, que era presidente de la Banca Privada y considerado próximo a los ambientes de la mafia, el que puso a las autoridades sobre su pista, al quebrar su entidad y acusar al arzobispo Marcinkus y a Roberto Calvi, presidente del Banco Ambrosiano y miembro de la logia masónica P2, de haberse involucrado con él en diversas operaciones consideradas de alto riesgo que precipitaron la quiebra en 1982 del Banco Ambrosiano, el mayor fraude de las instituciones financieras privadas en Italia.

## Muerte de Juan Pablo I
A mediados de la década de 1980, las autoridades italianas trataron de arrestar a Marcinkus por su conexión con varios delitos financieros, pero la Santa Sede reclamó inmunidad diplomática para el arzobispo estadounidense y lo protegió de las investigaciones. Marcinkus negó cualquier acción incorrecta y fue autorizado para regresar a Estados Unidos a la diócesis de Phoenix, en Arizona. El autor inglés David Yallop indica a Marcinkus como unos de los autores principales de la presunta eliminación de Juan Pablo I.
En octubre de 2019, uno de los jefes de la mafia Anthony Raimondi, de la familia Colombo, sobrino de Lucky Luciano, y primo de Marcinkus, sostuvo que el arzobispo fue el brazo ejecutor del asesinato del papa Juan Pablo I en 1978 para que no sacara a la luz el fraude financiero que podía acabar con Marcinkus en la cárcel.

## El caso Orlandi
También en 1983 se lo acusó de ser cómplice en el secuestro y desaparición de Emanuela Orlandi, una chica de 15 años hija de un empleado del Vaticano, pero nunca se le imputó ningún cargo.

## Muerte
Marcinkus volvió a la Arquidiócesis de Chicago en 1990 antes de retirarse al estado de Arizona, donde vivió como párroco asistente de la iglesia St. Clement en la localidad de Sun City. Nunca discutió su rol en el escándalo del Banco Ambrosiano. Murió en Sun City, Arizona, a los 84 años, de causas no precisadas.